# Rita Faltoyano

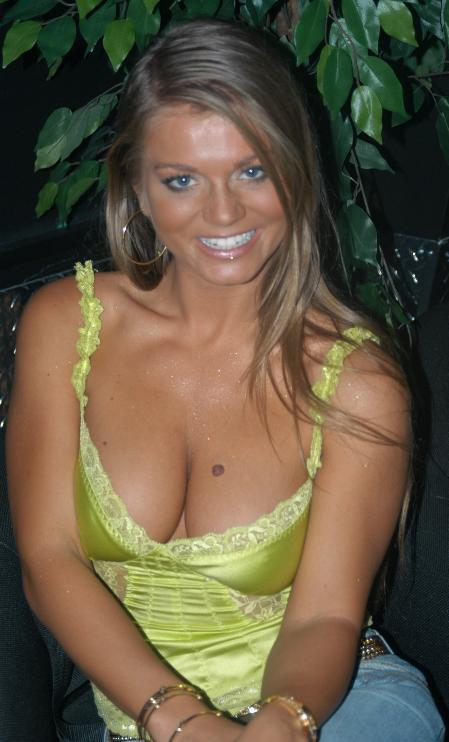
In 2005

Rita Faltoyano (Boedapest, 5 augustus 1978), geboren als Rita Gács, is een voormalig Hongaars pornoactrice.

## Biografie
Gacs groeide op bij haar peetouders op een boerderij buiten Boedapest. Ze deed mee aan verschillende modellenwedstrijden en werd gevraagd voor de omslag van de Franse editie van de Playboy nadat ze in 2000 op televisie was voor de Miss East Hungary Beauty Contest. Haar eerste pornografische film was met Pierre Woodman in No Sun, No Fun. Sindsdien heeft ze in meer dan 350 films gespeeld en één geregisseerd. In 2003 won ze de AVN Award voor beste vrouwelijke buitenlandse actrice.
In 2004 werd ze samen met andere pornosterren uit Mexico gezet, waar ze het Festival Erótico de México bezochten, omdat ze, ondanks het reizen onder toeristenvisa, geld kregen voor het uitdelen van handtekeningen.

## Prijzen
- 2002 Ninfa Award - Best Supporting Actress (voor Fausto)
- 2002 Venus Award - Best European Erotic Actress[7][8]
- 2003 AVN Award - Female Foreign Performer of the Year[4]
- 2004 European X Award - Best Actress (Hongarije)[9]

## Persoonlijk
Van 2005 tot 2008 was ze getrouwd met pornoacteur Tommy Gunn.